# Pearceite-Tac
La pearceite-Tac (simbolo IMA: Pea) è un minerale e uno dei quattro cosiddetti "argenti rubino": la pearceite-Tac Cu(Ag,Cu)6Ag9As2S11, la pirargirite (Ag3SbS3), la proustite (Ag3AsS3) e la miargirite (AgSbS2). Appartiene alla classe dei "solfuri e solfosali" e al gruppo della polibasite.

## Etimologia e storia
La pearceite-Tac fu scoperta nel 1896 e prende il nome dal dottor Richard Pearce (1837-1927), un chimico e metallurgista di Denver, Colorado.

## Classificazione
Nella Classificazione Nickel-Strunz la pearceite-Tac si trova nella classe "2.G Solfoarseniuri, solfoantomoniuri, solfobismuturi" e da lì nella sottoclasse "2.GB Neso-solfoarseniuri, ecc. con S aggiuntivo" dove forma il sistema nº 2.GB.15 insieme a cupropearceite, cupropolibasite, selenopolibasite e polibasite.

## Modificazioni e varietà

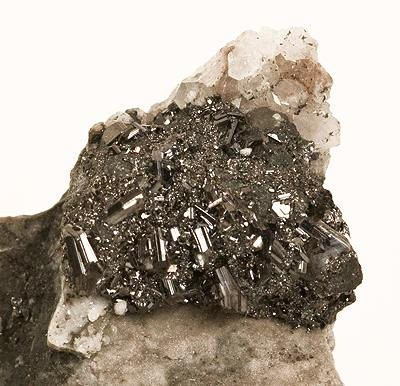
PearceiteT2ac (ex arsenpolibasite) proveniente dalla miniera di Uchucchacua, provincia di Oyón, regione di Lima, Perù.

Con la polibasite forma il gruppo della pearceite-polibasite costituito da una famiglia di politipi formati da strati sovrapposti lungo l'asse c aventi quasi la stessa composizione e struttura.
Vengono denominati pearceite i politipi aventi una percentuale di arsenico maggiore di quella del bismuto, mentre se prevale il bismuto si utilizza la denominazione polibasite.
Gli strati che si sovrappongono sono di due tipi: [(Ag,Cu)6(As,Sb)2S7]2- e [Ag9CuS4]2+. Così la formula chimica del minerale viene espressa così [Ag9CuS4][(Ag,Cu)6(As,Sb)2S7].
Se la struttura cristallina è nota, si possono esprimere i vari politipi secondo l'alternanza degli strati che li compongono:
| Vecchio nome        | Nome attuale       | Sistema cristallino | Gruppo spaziale | Parametri reticolari                                                         | Fonte  |
| ------------------- | ------------------ | ------------------- | --------------- | ---------------------------------------------------------------------------- | ------ |
| antimonpearceite    | polibasite-Tac     | trigonale           | P3m1            | a = 7,40-7,60 Å, c = 11,86-12,06 Å, Z = 1                                    | [ 7 ]  |
| arsenpolibasite-221 | pearceite-T2ac     | trigonale           | P321            | a = 14,9746(17) Å, c = 11,9982(6) Å, Z = 4                                   | [ 8 ]  |
| polibasite-221      | polibasite-T2ac    | trigonale           | P321            | a = 15,0954(12) Å, c = 11,8825(8) Å, Z = 4                                   | [ 9 ]  |
| arsenpolibasite-222 | pearceite-M2a2b2c  | monoclino           | B2/b            | a = 26,036(2) Å, b = 15,0319(13) Å, c = 24,042(3) Å, β = 90,000(13)°, Z = 16 | [ 10 ] |
| polibasite-222      | polibasite-M2a2b2c | monoclino           | B2/b            | a = 26,2625(4) Å, b = 15,1623(5) Å, c = 24,1061(6) Å, β = 90,045(5)°, Z = 16 | [ 11 ] |
| pearceite           | pearceite-Tac      | trigonale           | P3m1            | a = 7,3876(4) Å, c = 11,8882(7) Å, Z = 1                                     | [ 1 ]  |

Conseguentemente le denominazioni antimonpearceite e arsenpolibasite non vengono più supportate dall'Associazione Mineralogica Internazionale.

## Abito cristallino
La pearceite-Tac cristallizza nel sistema trigonale nel gruppo spaziale P3m1 (gruppo nº 164) con i parametri di reticolo a = 7,3876(4) Å e c = 11,8882(7) Å, così come una unità di formula per cella unitaria.

## Proprietà
È biassiale con un indice di rifrazione molto alto di 2,7 e la birifrangenza massima δ 2,7. La dispersione degli assi ottici è relativamente forte.
L'anisotropismo a luce riflessa è la proprietà di sembrar cambiare colore quando viene osservato sotto luce polarizzata incrociata in un microscopio a luce riflessa. La pearceite-Tac mostra un moderato anisotropismo, spesso viola scuro. Il colore della luce polarizzata sul piano riflesso è bianco, con riflessi interni rosso molto scuro e pleocroismo molto debole nell'aria, chiaro nell'olio. La riflettività in aria a 540 nm è di circa il 30%. Non è fluorescente.
La pearceite-Tac è un minerale fragile che si rompe con una frattura da concoidale a irregolare. È morbido, con durezza sulla scala Mohs pari a 3, uguale alla calcite. Il contenuto di argento gli conferisce un elevato peso specifico di 6,15, il più alto degli "argenti rubino". La sfaldatura è assente. Il minerale non è né magnetico né radioattivo.
La struttura cristallina è costituita da strati impilati lungo l'asse {\displaystyle c}. Gli atomi di arsenico formano piramidi isolate (As,Sb)S3, i cationi di rame legano due atomi di zolfo e i cationi d'argento si trovano in vari siti con bassi numeri di coordinazione, 2,3 e 4, come di solito accade con l'argento.

## Origine e giacitura
La località tipo è la miniera di Mollie Gibson, ad Aspen nella Contea di Pitkin in Colorado, dove il minerale si trova in depositi idrotermali formati a basse e medie temperature, associati ad acantite, tetraedrite, argento nativo, proustite, quarzo, barite e calcite. Il campione tipo è depositato presso l'Università Yale nel Connecticut con i numeri di catalogo 3.4270, 3.4292, 3.4293, e presso il Museo di Storia Naturale di Londra in Inghilterra col numero di catalogo 84843.

## Forma in cui si presenta in natura
La pearceite-Tac è spesso granulare e massiccia; i cristalli sono prismi pseudoesagonali corti e tabulari con bordi smussati, che mostrano striature triangolari su facce parallele al piano contenente gli assi {\displaystyle a} e {\displaystyle b}, e rosette di tali cristalli, fino a 3 cm di diametro. Il minerale è nero, e nella sezione lucida è bianco con riflessi interni rosso molto scuro. Ha una striatura da nera a nera rossastra e una lucentezza metallica, generalmente opaca, ma traslucida in frammenti molto sottili.
Granulare, presente nella matrice con cristalli anedrali nei graniti ed in altre rocce ignee. Cristalli tabulari, in prismi pseudoesagonali con striature lungo l'asse {001}, può formare rosette con cristalli fino a 3 cm.